# Macrozamia machinii
Macrozamia machinii — вид голонасінних рослин класу саговникоподібні (Cycadopsida).

## Поширення, екологія
Країни поширення: Австралія (Квінсленд). Росте на висотах від 320 до 460 м над рівнем моря. Росте на плоских ділянках в глибоких піщаних ґрунтах, покритих змішаним лісом. Один з субпопуляцій росте на хребті на червоному латеритному суглинку.

## Загрози та охорона
Цей вид може бути предметом браконьєрства. Більшість груп населення є в державних лісах.